# رویال آلبرت هال
رویال آلبرت هال (به انگلیسی: Royal Albert Hall) یک سالن کنسرت در لندن، انگلستان است.
این سالن که در سال ۱۸۶۷ میلادی شروع به ساخت شده در تاریخ ۲۹ مارس ۱۸۷۱ به بهره‌برداری رسیده است، رویال آلبرت هال از سال ۱۹۶۹ تا ۱۹۸۸ میزبان مراسم دوشیزه دنیا بوده است.
این سالن همچنین امکانات برگزاری مسابقات تنیس داخل سالن را نیز دارا می‌باشد به همین دلیل ظرفیت آن براساس نوع رویداد متغیر است، ظرفیت رویال آلبرت هال در کنسرت‌های موسیقی بیش از ۵٬۵۰۰ نفر و در مسابقات تنیس بیش از ۴۰۰۰ نفر است.
از هنرمندان ایرانی که در این سالن به اجرای برنامه پرداخته‌اند، می‌توان از شهرام ناظری، هایده، مهستی، گوگوش، مرضیه، ابی، شهره صولتی و فریدون فرخزاد نام برد.

## نگارخانه

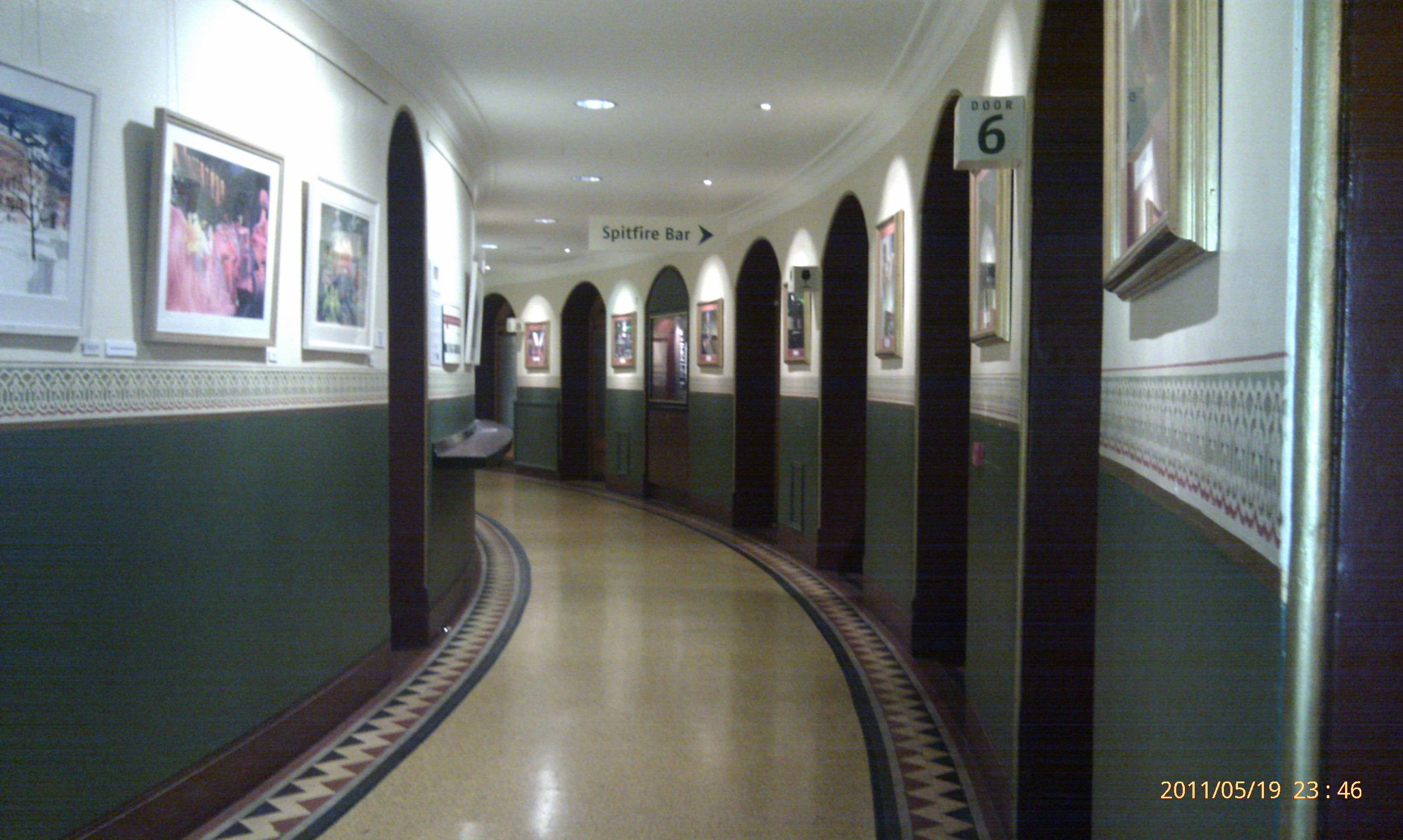
Amphi corridor on the ground floor, facing West from Door 6.
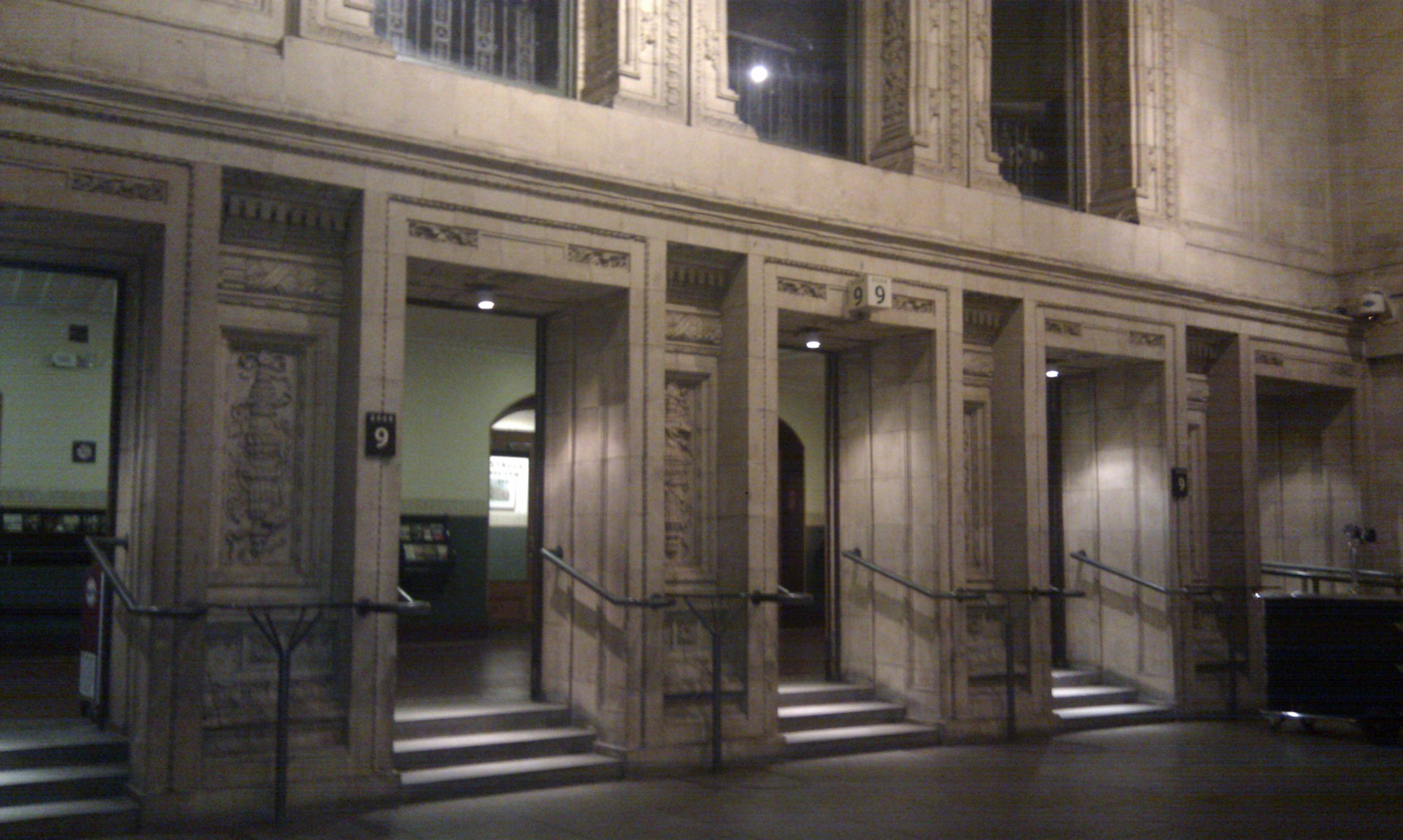
The Door 9 porch at night.
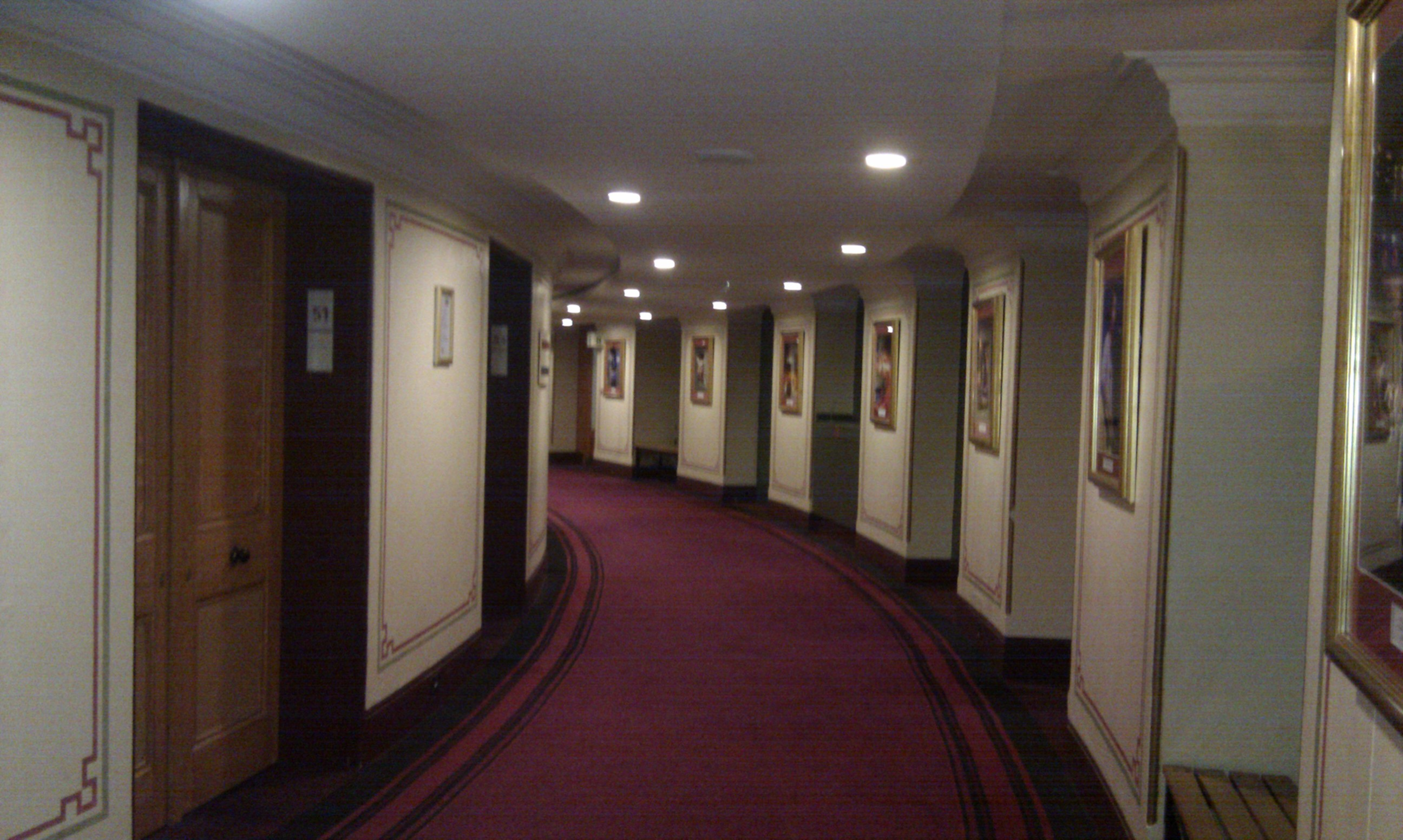
Second Tier corridor, facing West from Door 6.
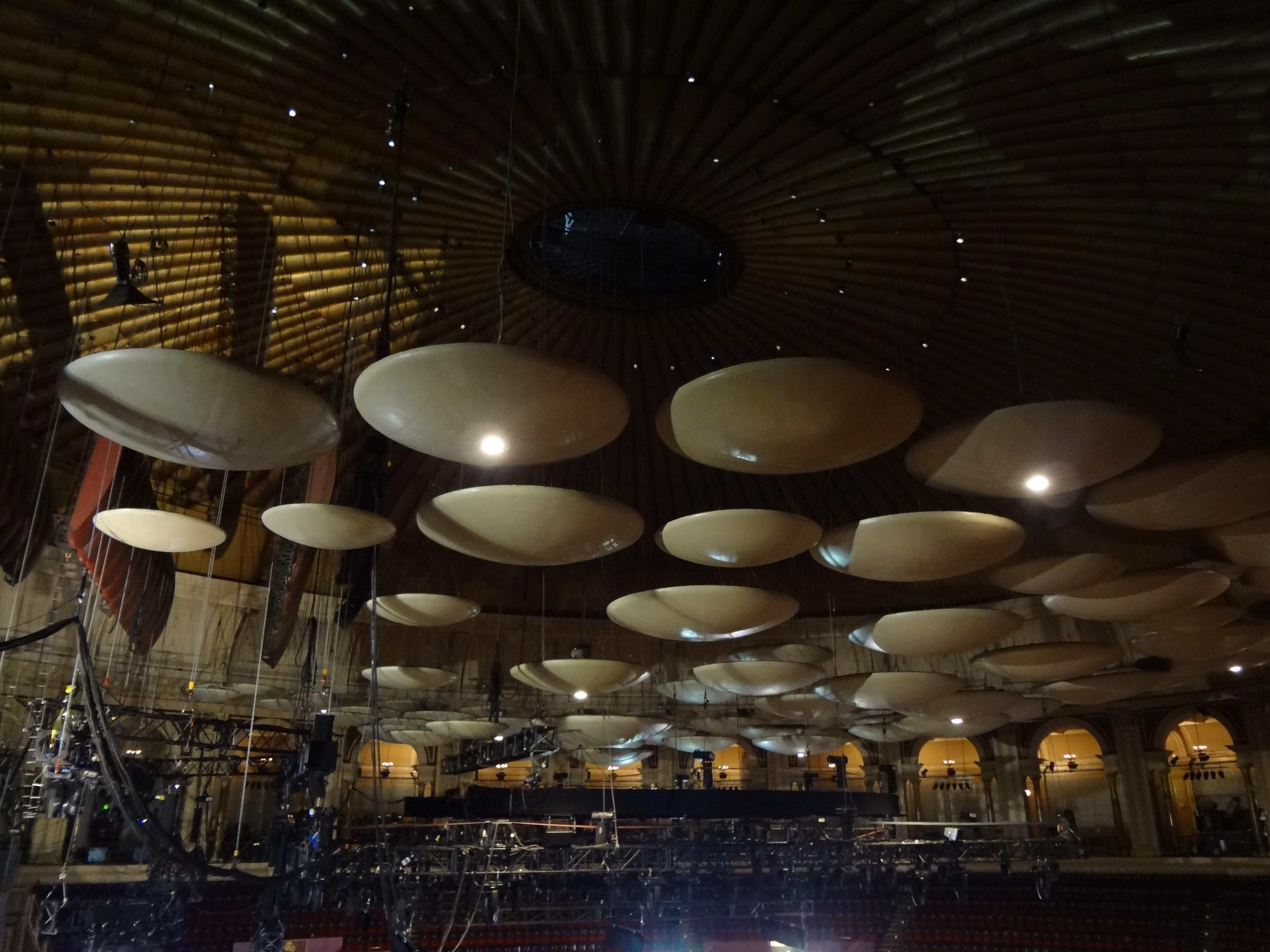
Fluted aluminium roof and diffuser discs seen from the Gallery.
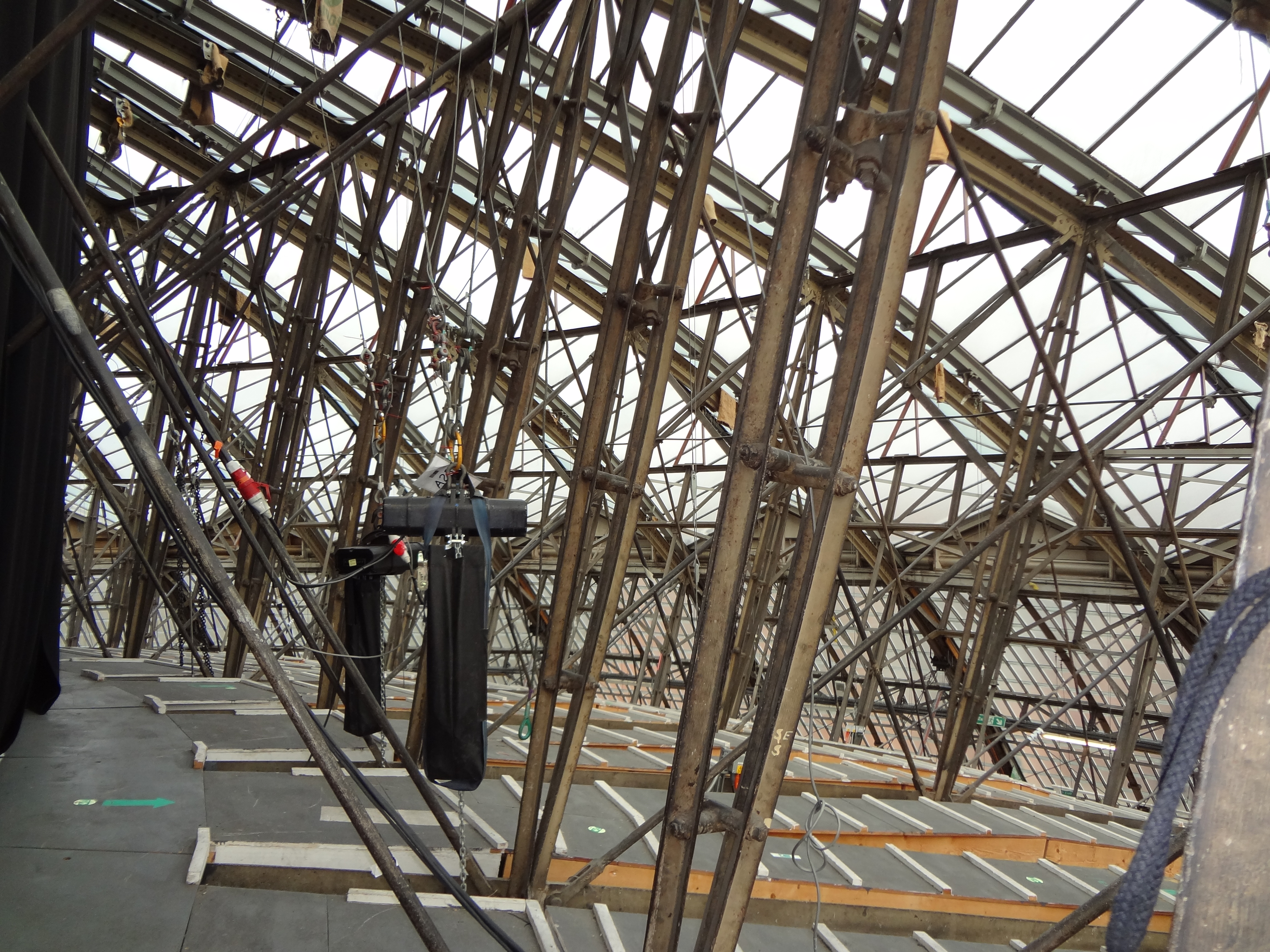
The glazed roof and vertical struts supporting the fluted aluminium ceiling, beneath the wooden floor.
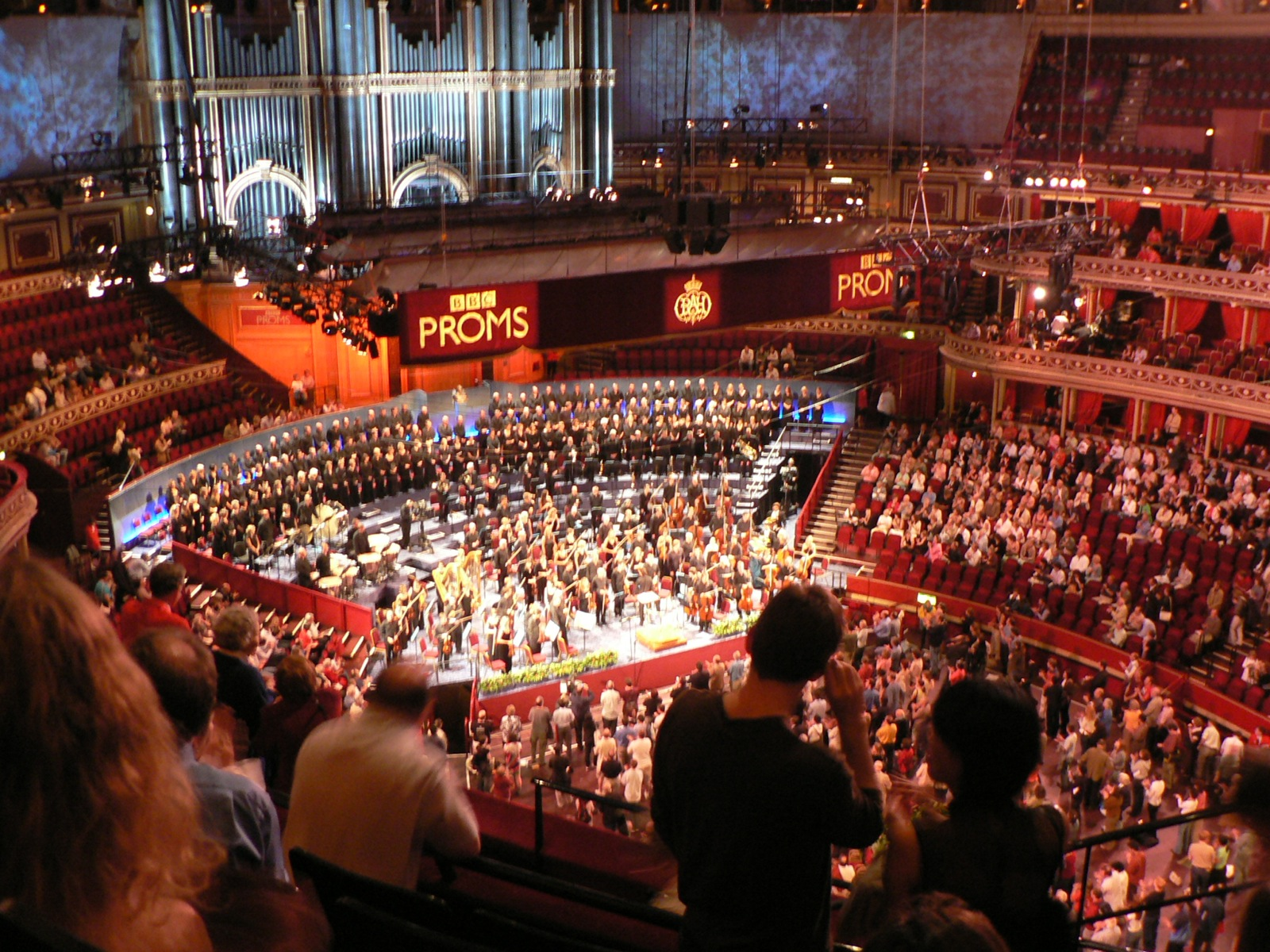
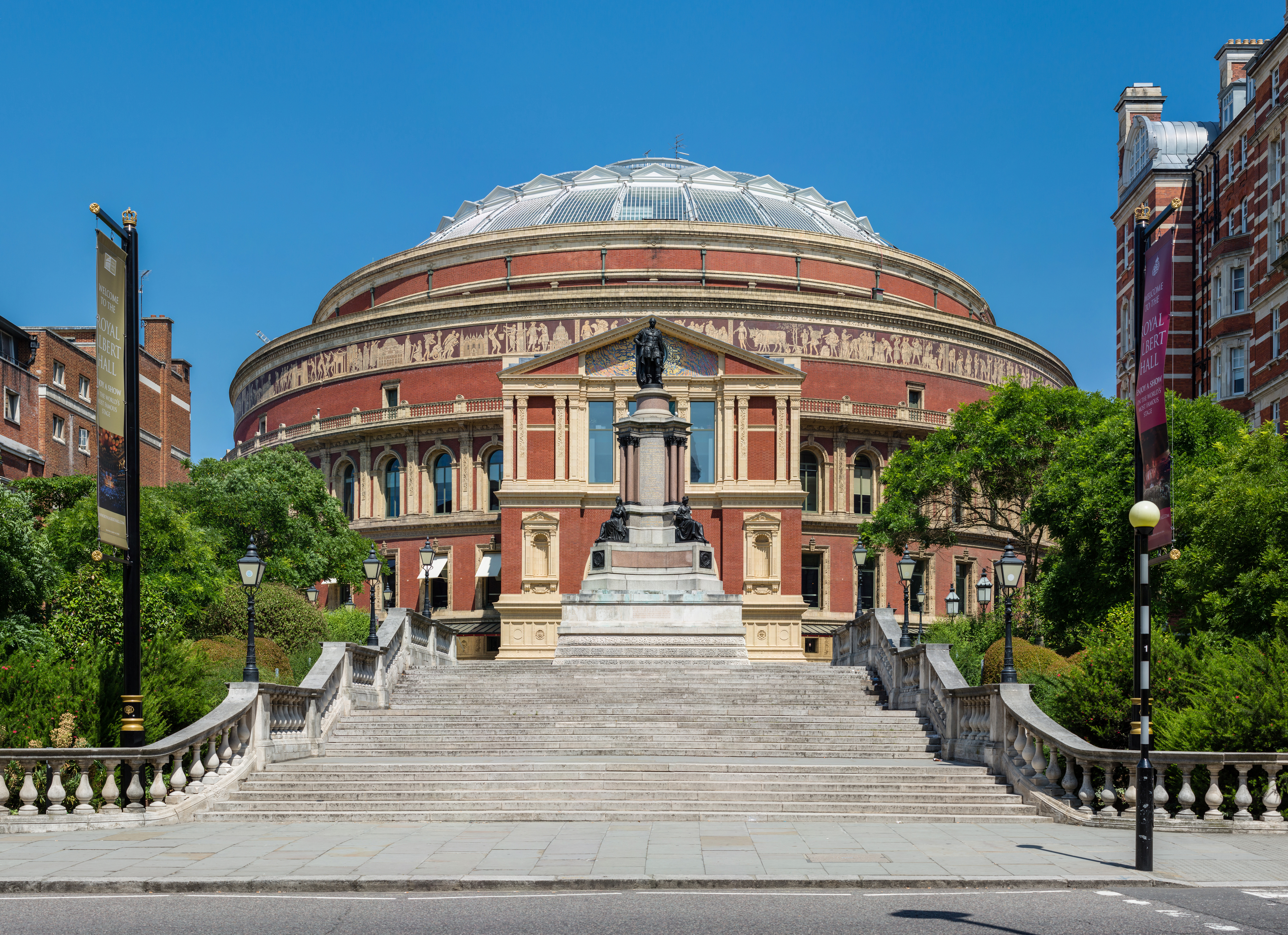